# Hjemve (film)
Hjemve er en dansk komediefilm fra 2007 med manuskript af Niels Hausgaard og filmens instruktør Lone Scherfig. Musikken er komponeret af Kasper Winding.

## Handling
Hjemve er en komedie om nogle mennesker i en lille by, der ikke tør stole på hinanden. I stedet lader de fleste sig forskrække af en nøgen mand, nogen har set en tidlig morgen vandre gennem byen. Heldigvis har en lille gruppe mennesker modet til at gå imod stemningen. De vil finde den nøgne mand, og de vil hjælpe byen. Måske hjælper de ikke kun hinanden, men også sig selv.

## Medvirkende
- Lars Kaalund
- Bodil Jørgensen
- Ann Eleonora Jørgensen
- Peter Gantzler
- Peter Hesse Overgaard
- Pernille Vallentin Brandt
- Mia Lyhne
- Ida Dwinger
- Stina Ekblad
- Steen Stig Lommer
- Marie Askehave
- Simone Bendix
- Laura Drasbæk
- Morten Hebsgaard
- Bjarne Henriksen
- Erik Holmey
- Kristian Ibler
- Susanne Juhasz
- Nicolaj Kopernikus
- Jytte Kvinesdal
- Lars Oluf Larsen
- Henrik Lykkegaard
- Tilly Scott Pedersen
- Mads Riisom
- Rikke Wölck